# 藤永龍太郎
藤永 龍太郎（ふじなが りゅうたろう、1989年9月19日 - ）は、日本の作詞家、作曲家、編曲家、ギタリスト、ベーシスト。Elements Garden、AGEHA promotion所属。千葉県出身。身長165cm。血液型A型。

## 略歴
高校時代よりベーシストとしてバンド活動を始める。MTRを購入し自身で楽曲制作をするようになってから、ギターの必要性を感じ、ギターを始める。大学ではレコード会社への就職を考えていたが、自分で音楽を作りたくなり、専門学校に進んだ。公募で合格し、2014年よりElements Gardenに参加。
座右の銘は、チャールズ・チャップリンの言葉「行動を伴わない想像力はなんの意味ももたない」。

## 提供作品
※ 括弧の記述が無いものは作曲、編曲とする。また、ギターの演奏、キーボードの演奏、プログラミングに関しては作編曲または編曲に携わっているほぼ全ての楽曲において本人が行っている。

### アーティスト、アイドル
相羽あいな
- 「センスオブワンダー」

蒼井翔太
- 「SETSUNA DROP」
- 「Why, pessimistic?」（編曲）

綾野ましろ
- 「confession」（編曲）

内田真礼
- 「LIFE LIVE ALIVE」

かと*ふく
- 「終わらないティーパーティー」

Kis-My-Ft2
- 「COUNT 7EVEN」（編曲）

drop
- 「いろはにほへと de ヴァンパイア」（菊田大介と共編曲）
- 「大問題チクタク」（菊田大介と共編曲）
- 「ホーカスポーカス」
- 「大嫌い」

ナナランド
- 「理由」
- 「ジャンジャカジャカスカ」
- 「毎秒」
- 「七色の絵の具で」

西川貴教
- 「Eden through the rough」

新田恵海
- 「Rainy＊flower」
- 「盟約の彼方」

春奈るな
- 「Dynamic Dreamers」（作曲）

BenjaminJasmine
- 「細胞」
- 「時効」
- 「ニモジ」

藤川千愛
※ ギターに加え、ベースの演奏も行っている。
- 「勝手にひとりでドキドキすんなよ」
- 「夢なんかじゃ飯は喰えないと誰かのせいにして」（作曲）
- 「きみの名前」（編曲）ーTVアニメ『盾の勇者の成り上がり』第1期第1クールED主題歌
- 「ライカ」
- 「夜もすがら君を想う」
- 「ゴミの日」
- 「葛藤」
- 「hane」
- 「あたしが隣にいるうちに」ーTVアニメ『盾の勇者の成り上がり』第1期第2クールED主題歌
- 「あの日あの時」
- 「引き寄せられて夢を見る」
- 「私にもそんな兄貴が」
- 「あなたを嫌いになれました」
- 「嗚呼嗚呼嗚呼」
- 「あさぎ」
- 「悔しさは種」ーTVアニメ『デジモンアドベンチャー:』ED主題歌
- 「あした朝食を食べる頃には」
- 「べつにいいけど」
- 「愛はヘッドフォンから」
- 「バケモノと呼ばれて」 ーTVアニメ『無能なナナ』ED主題歌
- 「私に似ていない彼女」
- 「ありのままで」ーテレビ朝日系木曜ミステリー『科捜研の女 season20』主題歌
- 「記憶」
- 「喜怒哀楽の最初と最後」
- 「ゆずれない」
- 「たしかなことって」
- 「愛の歌」
- 「スローモーション」

まねきケチャ
- 「きみわずらい」
- 「タイムマシン」
- 「どうでもいいや」
- 「ありきたりな言葉で」
- 「あたしの残りぜんぶあげる」
- 「ハリネズミの唄」
- 「青息吐息」
- 「昨日のあたしに負けたくないの」
- 「ありよりのあり」
- 「相思い」（作曲）
- 「いつかどこかで」（作曲）ーTVアニメ『おこしやす、ちとせちゃん』第2期第2クールED主題歌
- 「さよならなんて」
- 「共通項」
- 「あるわけないのその奥に」ーTVアニメ『ゲゲゲの鬼太郎（第6作）』第7期ED主題歌
- 「愛と狂気とカタルシス」
- 「引き算」

水樹奈々
- 「UNLIMITED BEAT」（編曲）
- 「君よ叫べ」（編曲）
- 「Poison Lily」（編曲）
- 「METANOIA」（編曲）
- 「カルペディエム」（編曲）
- 「METANOIA -Aufwachen Form-」（編曲）

水瀬いのり
- 「星屑のコントレイル」（作詞作編曲）
- 「Ready Steady Go!」
- 「三月と群青」（作詞作編曲）
- 「まっすぐに、トウメイに。」（作詞作編曲）ーキリンビバレッジ『KIRIN LEMON Tribute 2018』タイアップソング
- 「約束のアステリズム」（作詞作編曲）
- 「僕らは今」
- 「八月のスーベニア」（作詞作編曲）
- 「クータスタ」（作詞作編曲）

渡部優衣
- 「夢のキセキ」

### アニメ・ゲームソング関連
アイドルマスターシリーズ
- 「Trancing Pulse」（編曲）
- 「Trinity Field」（編曲）

AKIBA'S TRIP Festa!
- 「熱情ブレイブ」

うたの☆プリンスさまっ♪シリーズ
- 「Dreamer」
- 「導き光」
- 「エゴイスティック」
- 「Just You」
- 「RAIN OR SHINE」
- 「Clap Hands!!」
- 「Target is you!」（編曲）
- 「NIGHT DREAM」（編曲）
- 「Mighty Aura」（編曲）
- 「NEXT DOOR」（編曲）
- 「Brilliant Days」（編曲）
- 「LIFE～with thanks～」（編曲）
- 「GIRA×2★SEVEN」（編曲）
- 「愛と呼べる木の下で」（編曲）

神々の悪戯 InFinite
- 「万華鏡 -Do You Know?-」（菊田大介と共編曲）

グランドサマナーズ
- 「Legame Eterno」（編曲）

シノビナイトメア
- 「Pureness Lily」
- 「きらめき輪廻」

戦姫絶唱シンフォギアシリーズ
- 「Stand up! Lady!!」
- 「Chang the Future」
- 「心声ロバスト」
- 「純白イノセント」（編曲)
- 「tomorrow」（編曲)
- 「RADIANT FORCE(IGNITED arrangement)」（編曲）
- 「Beyond the BLADE(IGNITED arrangement)」（編曲）
- 「TRUST HEART(IGNITED arrangement)」（編曲）
- 「グリーングリーン」（編曲）
- 「激唱インフィニティ(IGNITED arrangement)」（編曲）
- 「キミだけに」（編曲）
- 「此の今を生きるヒカリ」（編曲）
- 「スフォルツァンドの残響」（編曲）
- 「死灯‐エイヴィヒカイト‐」（独訳）

探偵オペラ ミルキィホームズ
- 「ミルキィろけんろー」（編曲）
- 「ハートGoes on!」（編曲）

TVアニメ『ヴィジュアルプリズン』
- 「ギルティ†クロス」（編曲）

TVアニメ『キミと僕の最後の戦場、あるいは世界が始まる聖戦』
- 「奏響エトランゼ」

TVアニメ『ぐらんぶる』
- 「紺碧のアル・フィーネ」（作詞）

BanG Dream!
Poppin'Party
- 「キラキラだとか夢だとか 〜Sing Girls〜」
- 「Happy Happy Party!」
- 「八月のif」
- 「Light Delight」
- 「ガールズコード」
- 「キズナミュージック♪」
- 「NO GIRL NO CRY」
- 「Hello! Wink!」
- 「ミライトレイン」
- 「Live Beyond!!」
- 「Yes! BanG_Dream!」（編曲）
- 「ぽっぴん’しゃっふる」（編曲）
- 「STAR BEAT!〜ホシノコドウ〜」（編曲）
- 「夏空 SUN! SUN! SEVEN!」（編曲）
- 「走り始めたばかりのキミに」（編曲）
- 「1000回潤んだ空」（編曲）
- 「ティアドロップス ～Popipa Acoustic Ver.～」（編曲）
- 「イニシャル」（編曲）
- 「White Afternoon」（編曲）

Afterglow
- 「I knew it!」
- 「カナユメ」

Roselia
- 「LOUDER」
- 「Re:birth day」
- 「陽だまりロードナイト」
- 「Determination Symphony」
- 「Opera of the wasteland」
- 「軌跡」
- 「Neo-Aspect」
- 「Sanctuary」
- 「PASSIONATE ANTHEM」
- 「Ringing Bloom」
- 「“UNIONS” Road」
- 「Song I am.」
- 「ZEAL of proud」
- 「Sing Alive」
- 「Sprechchor」
- 「BLACK SHOUT」（編曲）
- 「熱色スターマイン」（編曲）
- 「-HEROIC ADVENT-」（編曲）
- 「ONENESS」（編曲）
- 「Legendary」（編曲）
- 「R」（編曲）
- 「BRAVE JEWEL」（編曲）
- 「Safe and Sound」（編曲）
- 「FIRE BIRD」（編曲）
- 「Break your desire」（編曲）
- 「Proud of oneself」（編曲）

ハロー、ハッピーワールド！
- 「うぃーきゃん☆フレフレっ！」

Morfonica
- 「Sonorous」

- カバー曲
  - Poppin'Party「千本桜」（編曲）
  - Roselia「残酷な天使のテーゼ」（編曲）
  - ハロハピ×蘭×彩「ハレ晴レユカイ」（編曲）
  - Roselia「キミの記憶」（編曲）

リプキス
- 「Snow Symphony」

### その他
アニソン！プレミアム！
- 「☆（きらりん）トリルで始まっちゃう！」（編曲）

GHOST CONCERT
- 「GHOST CONCERT」（編曲）
- 「音ノ葉」（編曲）
- 「辿る行方」（作詞作編曲）
- 「Insane Blood」（作詞作編曲）
- 「朧宴」（作詞作編曲）
- 「DA DA DA DA DANCE」（作詞作編曲）
- 「エウカリスティア」

## 音楽担当作品

### アニメ
- BanG Dream!（2017年） - 藤田淳平、藤間仁との共作
- BanG Dream! 2nd Season（2019年） - 藤田淳平、藤間仁との共作
- BanG Dream! 3rd Season（2020年） - 藤田淳平、藤間仁との共作
- キミと僕の最後の戦場、あるいは世界が始まる聖戦（2020年） - 都丸椋太、岩橋星実との共作

### ゲーム
- 機関幕末異聞 ラストキャバリエ（2015年） - 岩橋星実、末益涼太との共作
- 実況パワフルプロ野球2016（2016年） - 複数の作曲家との共作
- 蒼の彼方のフォーリズム EXTRA2（2022年） - 岩橋星実との共作

## レコーディング参加

### アーティスト
石原夏織
- 「Ray Rule」（ベース）

黒崎真音
- 「幻想の輪舞」（ベース）

スフィア
- 「Absolute Pride」（ギター）

田所あずさ
- 「英雄なんていない」（ギター）

新田恵海
- 「ROCKET HEART」（ベース）
- 「Smile again with you」（ベース）
- 「Believe in (E)MUSIC」（ギター）

水樹奈々
- 「TWIST&TIGER」（ギター・ベース）
- 「Rock Ride Riot」（ベース）
- 「FIRE SCREAM」（ギター）

宮野真守
- 「テンペスト」（ベース）

MICHI
- 「リアリ・スティック」（アコースティックギター・ベース）
- 「Checkmate!?」（ベース）
- 「夏の終わりのクレッシェンド」（ベース）

### アニメ・ゲームソング関連
うたの☆プリンスさまっ♪
- 「ONLY ONE」（ベース）
- 「Grown empathy」（ベース）
- 「God's S.T.A.R」（ギター・ベース）
- 「ハルハナ」（ベース）
- 「BE PROUD」（ベース）
- 「HEAVEN SKY」（リードギター）

神々の悪戯 InFinite
- 「セキララ」（ギター）
- 「紳士同盟‐who need you?-」（ベース）

グリザイア：ファントムトリガー
- 「きみと僕の小さな願い」（ベース）

戦姫絶唱シンフォギアシリーズ
- 「ルミナスゲイト」（ベース）

CHUNITHM
- 「フォルテシモBELL」（ギター・ベース）
- 「brilliant better」（ギター）

BanG Dream!
- 「ときめきエクスペリエンス！」（リードギター）
- 「Home Street」（ギター）
- 「Jumpin'」（ギター）
- 「What's the POPIPA!?」（ギター）
- 「Dreamers Go!」（ギター）
- 「Returns」（ギター）
- 「夢を撃ち抜く瞬間に！」（ギター）
- 「アニバーサリー」（ギター）
- 「Step×Step！」（ギター）
- 「キラキラスター！」（ギター）
- 「Photograph」（ギター）
- 「開けたらDream!」（ギター）
- 「約束」（ギター）
- 「Avant-garde HISTORY」（ギター）
- 「Blessing Chord」（ギター）